# Ogutska Reka
Ogutska Reka (makedonska: Огутска Река) är ett vattendrag i Nordmakedonien.   Det rinner genom kommunen Kriva Palanka, i den nordöstra delen av landet, 70 km nordost om huvudstaden Skopje.